# Panopeus herbstii
Panopeus herbstii är en kräftdjursart som beskrevs av H. Milne Edwards 1834. Panopeus herbstii ingår i släktet Panopeus och familjen Panopeidae. Inga underarter finns listade i Catalogue of Life.